# حصان نيجيري
الحصان النيجيري (بالفرنسية: Nigérian cheval) ويسمى كذالك حصان كورو، هو سلالة أحصنة أفريقية نشأت بدولة نيجيريا ويقال النيجر، وتنتمي لمجموعة حصان غرب أفريقيا البربري.

## التاريخ
تعرف دولة نيجيريا ٳنتشار أربعة سلالات من الأحصنة بأراضيها، وحسب نظام المعلومات حول تنوع الحيوانات المحلية التابع لمنظمة الأمم المتحدة للأغذية والزراعة لا تحمل أي من هذه السلالات ٳسم الحصان النيجيري، لكن يطلق هذا المصطلح محليا على سلالة السوليباوا.
تنتمي الخيول النيجيرية إلى مجموعة خيول غرب أفريقيا البربرية بعد تهجينها مع سلالة دنقلا. أسلافهم على الأرجح هم الأحصنة البربرية التي اكتسبتها القبائل الأفريقية الرحل بٳحتكاكها بشعب الطوارق الذي تنتشر عندهم هذه الأحصنة بكثرة.
من المحتمل أن تكون السلالة قد تطورت قبل مئات السنين من هذه الخيول البربرية التي تم إدخالها إلى نيجيريا. اختلطت هذه الخيول مع سلالات مهور السيسي المحلية الموجودة بالفعل في المنطقة، وقد أدى المناخ والتكاثر إلى تكوين الخصائص المميزة للسلالة النيجيرية. ففي جنوب البلاد، المناخ استوائي ورطب للغاية، بينما شمالها يكون المناخ جاف نوعًا ما، مع مناظر طبيعية صحراوية.
لتحقيق مظهر أكثر اتساقًا، تم الٳعتماد على التربية الانتقائية من قبل المزارعين في نيجيريا، ولم يُسمح إلا للخيول ذات الخصائص الأفضل بالتكاثر.
من المفترض ان تكون الأحصنة النيجيرية مرتبطة بالأحصنة الكاميرونية.

## وصف
وفقا للباحثين هي هيندريك وديلاشو، يتراوح طول الحصان النيجيري بين 1.38 و 1.44 متر، كما يتميز برأس ضيق وطويل وبمظهر جانبي مستقيم وعينان كبيرتان وأذنان صغيرتان، خط العنق قصير والغارب بارز. كما أن الظهر قصير ومستقيم والصدر طويل وعميق والأكتاف ممتلئة ومنحدرة، وذيله منخفض والأرجل متوسطة الطول صلبة ومنتهية بحوافر متينة.
كل ألوان المعطف ممكنة بالنسبة للأحصنة النيجيرية، ولكن يعتبر اللون الرمادي هو الأكثر شيوعًا.
تتميز هذه السلالة بمزاج صريح وسهل، و تعتبر سلالة ملائمة لدرجات للحرارة المرتفعة. لكن يشكل الذباب المحلي تهديدًا لهذه الخيول، وكذلك تغيرات المناخ.

## الٳستخدام والتربية
الأحصنة النيجيرية موجود في نيجيريا بالأساس، ولكن تتواجد أيضًا في النيجر ومالي. ومن المحتمل أن أعدادها في حالة تراجع. يتم ٳستخدام الأحصنة النيجيرية كاحصنة ركوب ويمكن تعبئتها أو استخدامها كحصان جر خفيف، كما أنه سبق لها المشاركة بمسابقات سباق أحصنة لمرات عدة.